# Sonny Bradley
Sonny Bradley (Kingston upon Hull, 13 settembre 1991) è un calciatore inglese, difensore del Wycombe in prestito dal Derby County.

## Carriera

### Club

#### Hull City e prestiti nelle serie minori
Inizia a giocare nelle giovanili dell'Hull City (inizia infatti a giocare nel club nel 1998, all'età di 7 anni), club della sua città natale, venendo aggregato alla prima squadra (militante nella seconda divisione inglese) all'inizio della stagione 2010-2011; già nell'ottobre del 2010 viene però ceduto in prestito in National League North (sesta divisione) ai semiprofessionisti dell'Harrogate Town, con cui gioca la sua prima partita in carriera in una prima squadra il 22 ottobre 2010, nell'incontro vinto per 3-2 contro il Worcester City. Durante il breve prestito nel club giallonero gioca 6 partite di campionato e, in un incontro di FA Trophy contro il Witton Albion, segna anche la sua prima rete in carriera. Torna poi al'Hull City, con cui nel resto della stagione non scende mai in campo, venendo poi nell'aprile del 2011 ceduto in prestito per un mese al Frej, club della terza divisione svedese, con il quale segna un gol in 5 partite giocate. Nell'estate del 2011 firma poi il suo primo vero e proprio contratto professionistico con l'Hull City. Trascorre la prima parte della stagione 2011-2012 ai Tigers, senza però riuscire ad esordire; il 6 gennaio del 2012 viene ceduto in prestito per un mese all'Aldershot Town, club di quarta divisione, con il quale il successivo 7 gennaio fa il suo esordio tra i professionisti, nella sconfitta casalinga per 3-0 contro l'Oxford Utd; viste le sue buone prestazioni con gli Shots il prestito viene poi esteso per ulteriori 2 mesi, fino al 7 aprile 2012, salvo poi essere interrotto anzitempo il 29 marzo dopo complessive 14 presenze: già il successivo 31 marzo gioca infatti la sua prima partita con il club arancionero, subentrando dalla panchina al capitano Jack Hobbs nella sconfitta casalinga per 2-0 contro il Coventry City. Il successivo 7 aprile gioca poi la sua prima partita da titolare con l'Hull City (che si rivela anche essere la sua seconda ed ultima presenza stagionale con il club e, a posteriori, anche l'ultima presenza in assoluto nel club stesso), nella sconfitta esterna per 2-0 contro il Millwall.
Nell'estate del 2012 fa ritorno in prestito all'Aldershot Town, questa volta per l'intera stagione 2012-2013; l'11 agosto, alla sua prima presenza stagionale (la sconfitta ai calci di rigore dopo l'1-1 dei tempi regolamentari contro il Wolverhampton in Coppa di Lega) segna il suo primo gol stagionale, mentre il successivo 23 ottobre con un colpo di testa all'ottantasettesimo minuto regala il successo per 2-1 alla sua squadra sul campo del Southend Utd, realizzando così il suo primo gol in carriera nei campionati della Football League: nonostante le 42 partite giocate in campionato è anche la sua unica rete stagionale. Al termine della stagione l'Aldershot Town retrocede in quinta divisione e Bradley, tornato all'Hull City, viene svincolato dal club, che non gli offre un nuovo contratto.

#### Portsmouth, Crawley Town e Plymouth
Il 9 maggio 2013, subito dopo essere stato svincolato, firma un contratto biennale con il Portsmouth, club di quarta divisione; dopo un inizio di stagione in cui trova poco spazio si guadagna il posto da titolare, terminando il campionato con 33 presenze e 2 reti, la prima delle quali segnata il 1º gennaio 2014, nuovamente contro sul campo del Southend United (con cui aveva segnato il suo unico altro gol in carriera nei campionati della Football League).
Nell'estate del 2012 il Portsmouth riceve offerte di trasferimento per Bradley da Birmingham City e Sheffield Utd (entrambi club di seconda divisione), ma finisce per cederlo al Crawley Town, club di terza divisione; la sua prima stagione con i Red Devils, in cui segna una rete in 26 presenze, si conclude con una retrocessione in quarta divisione, categoria nella quale gioca poi tutte e 46 le partite di campionato nella stagione 2015-2016, la sua ultima nel club: a fine stagione, scaduto il suo contratto biennale con il Crawley Town, si accasa infatti al Plymouth, altro club di quarta divisione: la sua prima stagione con il nuovo club, durante la quale segna 7 reti in 44 partite di campionato, si conclude con una promozione in terza divisione, categoria nella quale durante la stagione 2017-2018 mette poi a segno 4 reti in 40 partite di campionato. Nell'estate del 2018, nonostante un'offerta di rinnovo di contratto da parte del club del Devon, Bradley decide di svincolarsi dal club, per accettare un'offerta del Luton Town, club neopromosso in terza divisione, con il quale firma un contratto triennale.

#### Luton Town: ritorno in Championship e promozione in Premier League
Nella stagione 2018-2019 gioca 45 delle 46 partite del campionato di Football League One con gli Hatters che, pur essendo neopromossi nella categoria, vincono il torneo e conquistano così la promozione in seconda divisione: Bradley torna pertanto dopo 7 anni a giocare in questo torneo, nel quale il 2 agosto 2019, alla prima giornata di campionato, realizza la rete del momentaneo 1-1 nel pareggio casalingo per 3-3 contro il Middlesbrough, con un tiro da fuori area: oltre ad essere il suo primo gol in carriera in questa categoria (ed il primo gol stagionale del club in campionato) è anche il primo gol segnato da un giocatore del Luton Town in seconda divisione dal 2007; è peraltro il primo dei suoi 3 gol stagionali, in complessive 40 partite giocate. Anche nella stagione 2020-2021 gioca da titolare in seconda divisione con il Luton Town, disputando in totale 37 partite di campionato, senza mai segnare. Nella stagione 2022-2023 contribuisce alla promozione in prima divisione del Luton Town, che vince i play-off della seconda divisione.

## Palmarès

### Club

#### Competizioni nazionali
- Football League One: 1

Luton Town: 2018-2019